# Xian de Lankao
Le xian de Lankao (兰考县 ; pinyin : Lánkǎo Xiàn) est un district administratif de la province du Henan en Chine. Il est placé sous la juridiction de la ville-préfecture de Kaifeng.

## Démographie
La population du district était de 718 310 habitants en 1999.